# Xavier Boutin
Xavier Boutin  est un joueur français de volley-ball né le 24 décembre 1982. Il mesure 1,80 m et joue Passeur.

## Clubs
| Club                | Pays   | De        | À         |
| ------------------- | ------ | --------- | --------- |
| Aix Université Club | France | 2008-2009 | 2008-2009 |
| GFCO Ajaccio        | France | 2010-2011 | 2010-2011 |
| AS Monaco           | France | 2011-2012 | 2011-2012 |
| AMSL Fréjus         | France | 2012-2013 | 2012-2013 |

## Palmarès
- Champion de France Universitaire : 2003.
- Champion de France de Nationale 1[1] : 2007